# Alan Smith (football, 1962)
Pour les articles homonymes, voir Alan Smith (homonymie) et Smith.
Alan Martin Smith est un footballeur international anglais, né le 21 novembre 1962 à Hollywood, dans les Midlands de l'Ouest. Il évolue au poste d'Avant-centre du début des années 1980 au début des années 1990.
Après des débuts dans le club de non league Alvechurch FC, il rejoint Leicester City où il dispute 200 rencontres pour 76 buts inscrits puis, signe en 1987 à Arsenal FC. Il remporte avec ce club le championnat d'Angleterre en 1989 et 1991, la Coupe d'Angleterre en 1993 et la Coupe d'Europe des vainqueurs de coupe en 1994. Après 347 rencontres disputées pour 115 buts inscrits, il prend sa retraite en 1995.
Il compte également treize sélections pour deux buts inscrits en équipe nationale.

## Clubs
- 1981-1982 : Alvechurch FC.
- 1982-1987 (mar.) : Leicester City
- 1987 (mar.) -1995 : Arsenal

## Palmarès

### En club
- Arsenal
  - Première Division :
    - Vainqueur : 1988-89, 1990-91

  - Coupe d'Europe des vainqueurs de coupe de football
    - Vainqueur : 1994
    - Finaliste : 1995

  - FA Cup :
    - Vainqueur : 1993

  - League Cup :
    - Vainqueur : 1993

  - Charity Shield :
    - Vainqueur : 1991

### Avec l'Angleterre
- 13 sélections et 2 buts entre 1988 et 1992.